# بای بای کله‌پوک‌ها
بای بای کله‌پوک‌ها (فرانسوی: Adieu les cons‎؛ ‏انگلیسی: Bye Bye Morons) یک فیلم کمدی درام فرانسوی به کارگردانی آلبر دوپنتل است که در سال ۲۰۲۰ منتشر شد. در این فیلم ویرژینی افیرا، آلبرت دوپنتل و نیکلاس ماری به ایفای نقش می‌پردازند.
این فیلم دوازده نامزدی در چهل و ششمین جوایز سزار دریافت کرد. همچنین در شش بخش، از جمله بهترین فیلم، بهترین کارگردانی و بهترین فیلمنامه اصلی برای آلبرت دوپنتل و بهترین بازیگر نقش مکمل مرد برای ماری برنده جایزه شد.
امتیاز IMDB این فیلم ۶٫۷ است.

## خلاصه داستان
وقتی آرایشگر ۴۳ ساله سوزه تراپت متوجه بیماری خود می‌شود، تصمیم می‌گیرد به دنبال کودکی برود که در سن ۱۵ سالگی مجبور به ترک او شد. او در تلاش دیوانه وار خود با جی پیرمردی که دچار فرسودگی شغلی است و آقای بلین، یک کارمند بایگانی نابینا که اشتیاق زیادی در این مسیر دارد، آشنا می‌شود. این سه نفر در جستجوی فرزند گمشده سوزه، به سفری خنده دار و تلخ در سراسر ایالت می‌روند.

## بازیگران
- ویرژینی افیرا
- آلبر دوپنتل
- لوران استوکر
- کیان خجندی
- بولی لنر
- تری گیلیام
- نیکلا ماریه